# Görög euróérmék
Görögországban a gazdasági miniszter és a jegybank elnöke egy művészek által benyújtott csomagból választotta ki a görög euróérmék nemzeti oldalának rajzolatát. Georges Sztamatopulosz szobrászművész a Görög Nemzeti Bank számára az alábbi érmesorozatot tervezte.
| Címlet  | Kép | Leírás |
| ------- | --- | --- |
| 2 euró  |     | Zeusz az ókori görögök főistene bika képében elragadja Europé föníciai királylányt, aki később Európa névadója lesz. Az ábrázolás kifejezi Európa ókori görög világba visszanyúló kulturális gyökereit. A 2 eurós érme peremén a "ΕΛΛΗΝΙΚΗ ΔΗΜΟΚΡΑΤΙΑ" („Görög Köztársaság”) görög felirat fut körbe. |
| 1 euró  |     | A bagoly a tudás és bölcsesség jelképe, Pallasz Athéné istennő madara. Alakját egy i. e. V. századi athéni 4 drachmásról kölcsönözte a tervező, hogy a görög történelem folytonosságát hangsúlyozza.                                                                                                  |
| 50 cent |     | Elefthériosz Venizélosz (1864–1936) görög politikus arcképe. Úttörő szerepe volt a görög társadalom modernizálásában és az európai országokhoz való felzárkóztatásában. Tevékenysége révén Görögország területileg is gyarapodott.                                                                    |
| 20 cent |     | Joánisz Kapodísztriasz (1776–1831) görög államférfi, diplomata. Az 1821-es függetlenségi háború után az újjászületett Görögország első kormányzója volt. |
| 10 cent |     | Rigasz Velesztinlisz-Fereosz (1757–1798) görög gondolkodó arcképe. Tevékenysége során a görög állam függetlenségének helyreállítására és a balkáni országok török uralom alóli felszabadításának eszméit képviselte.                                                                                  |
| 5 cent  |     | Egy modern óceánjáró tankhajó képe. Jelképezi Görögország és a tenger összefonódását, a görög és a világgazdaság együttműködését. |
| 2 cent  |     | Korvett, a görög függetlenségi háborúban hadihajóként használt vitorlás képe. |
| 1 cent  |     | Egy három evezősoros gálya képe az ókori Athénból. |